# 3. Liga (DFB)
3. Liga je treći stupanj njemačkog nogometa. Liga je počela sa sezonom 2008./09., kada je zamijenila Regionalligu, prijašnju trećestupanjsko njemačko nogometno natjecanje. U njemačkom nogometnom sustavu, liga se nalazi između 2. Bundeslige i poluprofesionalne Regionallige, koja je sada četvrti stupanj u Njemačkoj, a sastoji se od 3 skupine po 18 klubova.

## Povijest
8. rujna 2006., Njemački nogometni savez (DFB) je najavio sustav natjecanja za 3. Ligu. U početku, bilo je predviđeno da ime lige bude 3. Bundesliga, ali je DFB odabrao ime 3. Liga, zbog činjenice da će ligom upravljati sam DFB, ne DFL (Deutsche Fußball Liga, hr: Njemačka nogometna liga) koji upravlja dvjema Bundesligenima. Ova vrsta sustava je slična francuskom Championnat Nationalu ili Japanskoj nogometnoj ligi, gdje su treći stupnjevi natjecanja vođeni glavnom nogometnom organizacijom.
Na kraju sezone 2007./2008., dvije najbolje momčadi, koje nisu rezervne, prošle su iz svake (2) Regionallige u 2. Bundesligu. Momčadi koje su između 3. i 10. mjesta na ljestvici obadvije Regionallige prolaze u novu 3. Ligu, pridružujući se četiri momčadi koje su ispale iz 2. Bundeslige 2007./08. Danas, Regionalliga je četvrti stupanj njemačkog nogometa.

## Pravila lige
Momčadi koje nisu rezervne, od njih 20 u ligi, prolaze u 2. Bundesligu, dok će 3 posljednje momčadi pasti u jednu od nove tri divizije Regionallige. Ako rezervna momčadi sudjeluje u 3. Ligi, a njihova prva momčad padne u istu, rezervna momčad će morati pasti u nižu ligu, bez obzira na uspjeh.
Prva utakmica 3. Lige je održana 25. srpnja 2008. između FC Rot-Weiß Erfurta i Dynamo Dresdena na Steigerwaldstadionu u Erfurtu. Dynamo Dresden je pobijedio rezultatom 1:0, a jedini gol je postigao Halil Savran na samom kraju prvog poluvremena.